# LM-49
Die LM-49 (russisch ЛМ-49) sind vom Wagonoremontny Sawod in Leningrad (WARS, heute Peterburgski Tramwajno-Mechanitscheski Sawod, Sankt Petersburg, Russland) gebaute Straßenbahntriebwagen. Die Abkürzung LM bedeutet Leningradski Motorny (russisch Ленинградский Моторный, deutsch Leningrader Triebwagen), die Zahl 49 entspricht dem Entwicklungsjahr 1949. Gewöhnlich fuhren die Triebwagen im Zugverband mit den Beiwagen des Typs LP-49, der antriebslosen Variante des LM-49. Der Buchstabe P steht für Prizepnoi (russisch прицепной, deutsch Beiwagen). Die Minizüge aus Trieb- und Beiwagen wurden oft als LM-/LP-49 bezeichnet. Beide Wagen waren Einrichtungsfahrzeuge und verkehrten nur auf Linien mit Wendeschleifen oder Gleisdreiecken an den Streckenenden.
Aus technischer Sicht verband die Konstruktion der LM-49 sowohl fortschrittliche (z. B. den tragenden Wagenkasten) als auch konservative Lösungen (z. B. die Direktsteuerung mit handbetätigten Fahrschaltern). Das WARS produzierte beide Bauarten ab 1949. Die LM-49 wurden in der Fertigung 1960 durch die moderneren LM-57-Solotriebwagen ersetzt, die der Beiwagen lief bis 1968 weiter. Die Wagen wurden in Leningrad, Gorki, Minsk, Magnitogorsk und Nowokusnezk als Minizüge oder Solotriebwagen von 1949 bis 1987 eingesetzt. Sie galten als dauerhaft, sicher und zuverlässig, aber schwierig in der Bedienung.
Seit Ende der 1970er-Jahre nahm die Führung der sowjetischen Verkehrsbetriebe die Fahrzeuge als veraltet außer Betrieb. Ihr technischer Zustand war noch recht gut, aber sie wurden zwangsweise durch den in Überfluss vorhandenen neuen Fuhrpark ersetzt. Die ausgemusterten Wagen wurden fast alle verschrottet und nur drei Trieb- und ein Beiwagen blieben als Museumsexponate oder als Denkmal erhalten.

## Geschichte

### Voraussetzungen
Nach dem Zweiten Weltkrieg bedurfte der Leningrader Straßenbahnverkehrsbetrieb akut der Ergänzung seines Fuhrparkes. Der bedeutende Teil der Vorkriegsfahrzeuge wurde während der Blockade Leningrads durch Luftangriffe oder Artilleriebeschuss zerstört oder schwer beschädigt und die Reparatur der übrig gebliebenen Wagen war der erste Schritt beim Wiederaufbau des Betriebs. Von einigen vierachsigen LM-33-Trieb- und LP-33-Beiwagen waren nur die Bodenrahmen mit den Drehgestellen ohne den zerstörten Holzwagenkasten erhalten. Das WARS baute auf diese Bodenrahmen neue Wagenkästen in Stahlbauweise auf. Diese Umbauten wurden als LM-47 (Triebwagen) und LP-47 (Beiwagen) bezeichnet. Doch die Zahl der dafür nutzbaren beschädigten LM-/LP-33 war begrenzt, daher stellte sich für die Führung des Leningrader Verkehrsbetriebs die Frage nach der Entwicklung eines neuen Fahrzeuges. Auch zeigte die Praxis, dass die Aufbauwagen sehr schwer waren und so die erreichbare Geschwindigkeit und Beschleunigung unter den gewünschten Werten blieb.

### Entwicklung
Deshalb begannen im Jahr 1948 die Konstrukteure des WARS unter der Leitung von G. I. Romanow, T. A. Sewastjanow, G. A. Titkow und W. S. Strischakow mit der Entwicklung eines neuen Straßenbahnfahrzeuges, das den Anforderungen seiner Zeit entsprechen sollte. Gefordert waren:
- eine hohe Beförderungskapazität
- bequeme Ein- und Ausstiege für schnellen Fahrgastwechsel
- Langlebigkeit
- eine niedrige Leermasse

Die letzten zwei Forderungen widersprechen einander, weshalb die Konstrukteure einen Kompromiss zwischen hoher Nutzungsdauer und niedriger Leermasse suchen mussten.

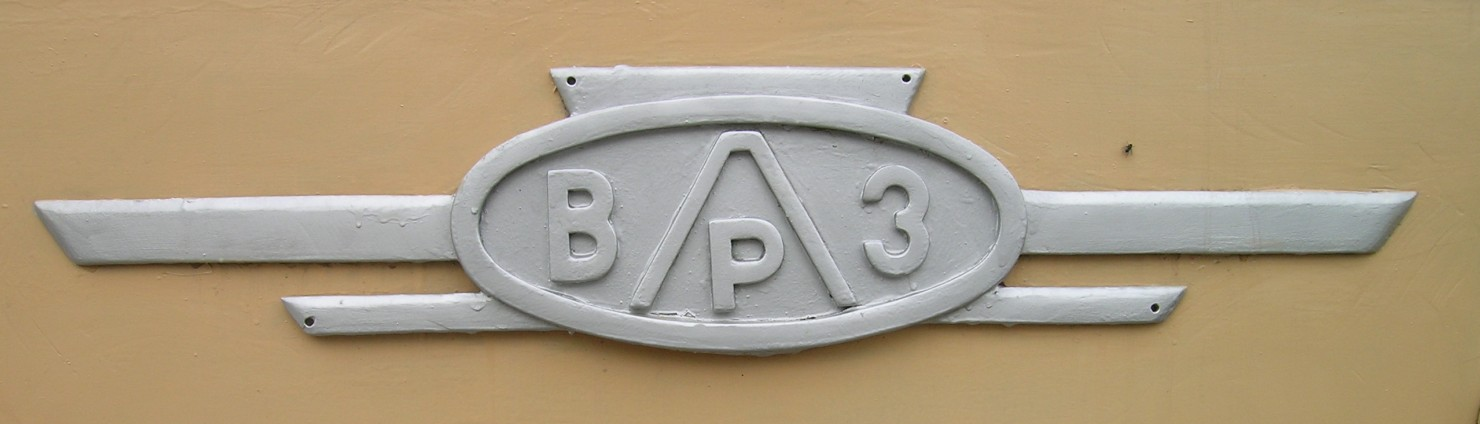
Das Emblem des WARS

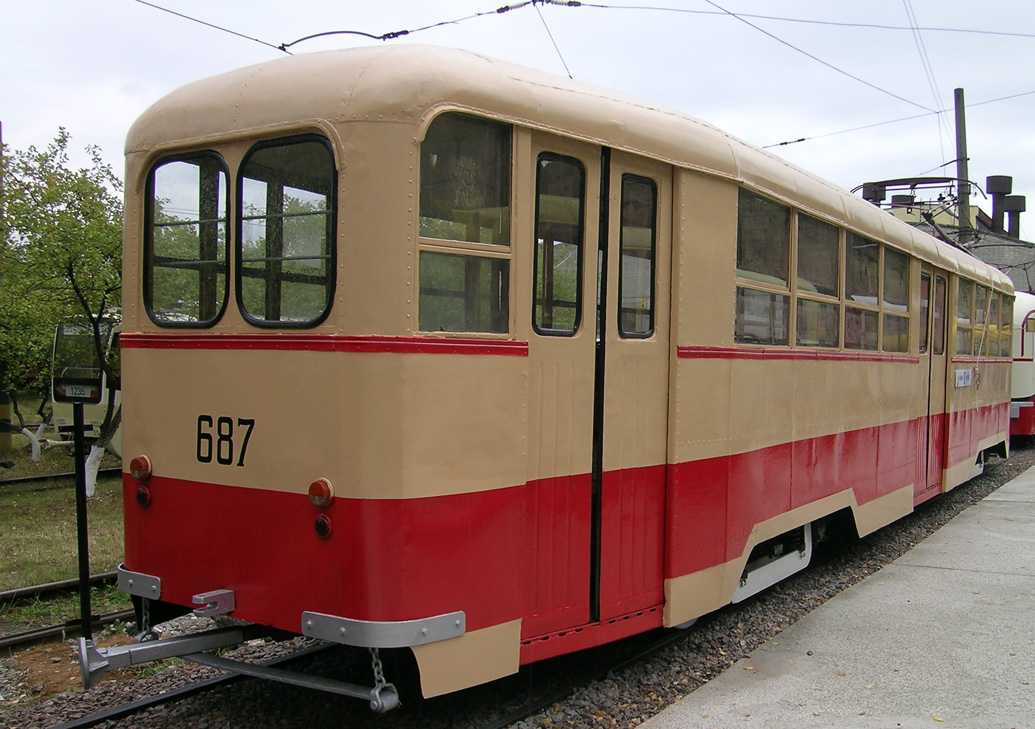
Blick von rechts auf den Nischni Nowgoroder LM-49-Museumswagen in Nischni Nowgorod. Das ursprünglich einteilige Heckfenster wurde bei der Aufarbeitung durch zwei kleinere ersetzt.

Dank des im sowjetischen Straßenbahnfahrzeugbau neuen Konzeptes mit selbsttragendem Wagenkasten gelang es dem Kollektiv der Konstrukteure, diese Aufgabe erfolgreich zu lösen. Alle vorherigen Typen aus sowjetischer Produktion waren entweder mit einem nicht- oder mittragendem Wagenkasten ausgeführt. Bei ersterem wurde der hölzerne Wagenkasten auf einen massiven Bodenrahmen aus schwerem Profilstahl aufgesetzt. Dieser Rahmen nahm alle mechanische Belastungen auf und nur er wirkte Verformungen entgegen. Die Konstruktion mit mittragendem Wagenkasten war fortschrittlicher, aber auch sie erforderte eine bedeutende Menge Metall, denn Dach und die Enden des Wagenkastens wirkten den Belastungen nicht entgegen. Der LM-49 nutzte alle Vorteile eines dritten Konzepts – der selbsttragenden Konstruktion. Sein Wagenkasten war ein komplett geschweißtes Gerüst aus verschiedenen leichten Profilstählen. Weder der Bodenrahmen, noch die Eingangsbereiche, noch die Seiten des Wagenkastens hatten eine selbstständige Bedeutung bei der Sicherstellung der Steifigkeit, das Gerüst des Wagenkastens nahm die Kräfte als einheitliches Ganzes auf. Dank dieser Konstruktion wurde schwerer Profilstahl in geringerem Umfang verbaut als bei den Vorkriegswagen, was die Leermasse des LM-49 auf 19,5 Tonnen verringerte. Im Vergleich dazu wog der Vorkriegswagen dieser Klasse  LM-33 mit Holzwagenkasten leer noch 21,3 Tonnen. Um eine hohe Nutzungsdauer zu erreichen, wurde der Profilstahl des Wagenkastens mit Aluminiumlack gestrichen und an sehr wichtigen Stellen verchromt.
Die größtmögliche Kapazität des neuen Straßenbahnfahrzeuges wurde durch maximale Nutzung der zulässigen Fahrzeugumgrenzungslinie für einen vierachsigen Wagen mit zwei Drehgestellen erreicht. Die Länge des LM-49 liegt damit bei 15 400 mm, die Breite beträgt etwa 2550 mm. Für das bequeme Ein- und Aussteigen der Fahrgäste wurden erstmals im sowjetischen Straßenbahnwagenbau einteilige Schiebetüren mit pneumatischem Antrieb zum Öffnen und Schließen wie bei U-Bahn-Wagen verwendet. Diese Konstruktion der Türen erforderte besondere Eigenschaften des Wagenkastens – man musste die Türtaschen ohne Beeinträchtigung der Festigkeitseigenschaften der Kastenstruktur im Bereich der Türportale vorsehen.
Da dieser Wagenkasten der erste in der Sowjetunion konstruierte selbsttragende Wagenkasten war, hatten die Konstrukteure keine empirischen Formeln zur Berechnung seiner Widerstandsfähigkeit. Diese Formeln waren früher ein Hauptinstrument in der Projektierung der Fahrzeuge mit nichttragendem Wagenkasten gewesen. Darum wurde der erste gebaute LM-49 für elektrotensometrische Tests der Haltbarkeit des tragenden Wagenkastens genutzt. Sie zeigten die guten Reserven in der Widerstandsfähigkeit und gaben den Entwicklern Erfahrungsdaten. Das erlaubte die folgenden Straßenbahnfahrzeuge nicht blindlings, sondern unter Verwendung der vorhandenen Kenntnisse beim Aufbau des LM-49 zu erarbeiten.
Ein Teil der elektrischen Ausrüstung und der Konstruktion der Drehgestelle wurden von den Vorkriegswagen LM-33 übernommen. Noch ein Fortschritt war der Verzicht auf den Tatzlagerantrieb im Drehgestell im Jahr 1950. Die neue Variante des Drehgestelles besaß am Drehgestellrahmen aufgehängte Fahrmotoren, damit diese zur gefederten Masse gehörten und deren Stoßbelastung verringert wurde. Der erste Teil der gebauten LM-49 wurde noch mit der frühen Variante des Drehgestells mit nur teilweise abgefederten Tatzlagermotoren ausgestattet.
Die Verbesserung des Fahrkomforts der Fahrgäste und die Erleichterung der Arbeit des Wagenführers wurde größtenteils der zukünftigen Entwicklungsarbeit überlassen. Trotz der Verwendung von gummigefederten Radsätzen und Schützensteuerung im Vorkriegsversuchszug LM-/LP-36, wurden die Serienfahrzeuge LM-/LP-49 mit herkömmlichen Radsätzen und handbetätigten Fahrschaltern ausgestattet. Die Räder wurden aus vollständig gegossenen Radscheiben und aufgeschrumpften Radreifen zusammengesetzt. Die Steuerung erfolgte direkt, der Fahrzeugführer schaltete durch einen Fahrschalter unmittelbar die Motorstromkreise. Im Ergebnis war die Fahrt wegen der zweistufig gefederten Drehgestelle von bedeutendem Lärm begleitet und die Fahrzeugführer mussten mit der schweren Kurbel des Direktsteuerungs-Fahrschalters arbeiten.

### Serienproduktion
Nach den erfolgreichen Tests des Prototyps wurde die Serienproduktion der LM-49 im Jahr 1949 begonnen. Sie dauerte bis einschließlich 1960. Die Fertigung der Nachfolgebauart LM-57 begann im Jahr 1958 im WARS. Die Fertigung der LM-49 wurde erst zwei Jahren danach eingestellt, da die LM-57 viele Kinderkrankheiten aufwiesen und ihr Bau zusätzlich Umrüstungen der Produktionsanlagen (einige neue Maschinen, Einrichtung des Arbeitsablaufs, Weiterbildung des Personals) erforderte. Die Fertigung der Beiwagen LP-49 wurde ebenfalls im Jahr 1960 gestoppt, sie wurde allerdings im Jahr 1965 wieder aufgenommen und dauerte bis einschließlich 1968. Diese Wiederaufnahme hatte zwei Gründe:
- Das WARS produzierte in den Jahren 1949 bis 1960 deutlich mehr Trieb- als Beiwagen.
- Für die neue Bauart LM-57 gab es keine passenden Beiwagen, ebenso war durch die fehlende Vielfachsteuerung Mehrfachtraktion nicht möglich.[K 1]

Die früher gefertigten LM-49-Solotriebwagen konnten den Verkehr auf den Straßenbahnlinien mit hohem Fahrgastaufkommen nicht bewältigen, so dass sie mit Beiwagen eingesetzt werden mussten. In den Jahren 1967–1968 entwickelte WARS mit den LM-68 die nächste Triebwagenbauart, die mit einer Vielfachsteuerung ausgerüstet wurde. Faktisch beendete dies die Ära der „klassischen“ Straßenbahnzüge aus Trieb- und Beiwagen in der UdSSR. Ab 1969 wurden in den sowjetischen Waggonbaufabriken keine Beiwagen mehr gefertigt. Der LP-49 waren damit die letzten sowjetischen Serienbeiwagen. Ihre Produktion lief zugunsten der Fertigung der LM-68 aus.
Insgesamt fertigte das WARS 400 LM-49 und 375 LP-49.

### Betriebseinsatz
Die meisten produzierten LM-/LP-49 verkehrten in Leningrad. Daneben wurden diese Fahrzeuge als erster Typ der in Leningrad gefertigten Wagen auch an andere Städte geliefert: Seit 1958 nach Gorki, Nowokusnezk und Magnitogorsk. Ein LM-49 war im Jahr 1959 ein Geschenk für die Minsker Bevölkerung. Im Jahr 1965 wurden alle LM- und LP-49 aus Nowokusnezk nach Gorki umgesetzt.
Ende der 1970er, Anfang der 1980er-Jahre wurden die LM- und LP-49 ausgemustert, obwohl ihr technischer Zustand einen Weiterbetrieb ermöglicht hätte. Aber die Führung des Minschilkomchos der UdSSR (russisch Минжилкомхоз – Abkürzung für министерство жилищно-коммунального хозяйства, Ministerium der Wohnungs- und Kommunalwirtschaft) bestand auf der Erneuerung des Fuhrparkes hin zu moderneren Fahrzeugen. Dies war der Hauptgrund für die Verschrottung vieler äußerst haltbarer Straßenbahnfahrzeuge der Stalin-Ära.

#### Leningrad
In Leningrad erhielten die LM- und LP-49 Wagennummern von 3601 bis 3999, ungerade Nummern für Trieb- und gerade für Beiwagen. Die ungeraden Nummernbereiche 37xx und 38xx wurde nur für die zweimotorigen LM-49-Solotriebwagen benutzt, die geraden Nummern dieses Teilbereichs wurden nicht verwendet. Im Jahr 1956 waren alle ungeraden Nummern dieses Nummernbereiches vergeben, so dass die folgenden Triebwagen Wagennummern ab 3001 erhielten. Die letzten vergebenen Nummern waren 3173 für einen Trieb- und 3168 für einen Beiwagen. Insgesamt gab es in der Inventarliste des Leningrader Straßenbahn-Verkehrsbetriebs 287 Einheiten vom Typ LM-49 und 268 Einheiten vom Typ LP-49.
In der Stadt verkehrten die LM-/LP-49 seit 1949 praktisch auf allen Linien und von allen Depots, der letzte LM-49 wurde in Leningrad erst im März 1983 abgestellt; neuere LP-49-Beiwagen verkehrten auch danach mit Triebwagen LM-68 oder LM-68M. Diese Triebwagen waren ursprünglich nicht für den Beiwagenbetrieb vorgesehen, sie wurden aber trotzdem dafür verwendet. Die Züge aus LM-68 und LP-49 hatten mit der Bezeichnung „Dinosaurier“ einen eigenen Spitznamen. Mitte 1984 wurde auch der letzte Leningrader LP-49 abgestellt.
Nach dem Ende des Fahrgastverkehrs wurden einige Wagen als Hilfsfahrzeuge weiter genutzt. Als Turmtriebwagen dienten sie der Wartung des Fahrleitungsnetzes, daneben wurden sie als Zugfahrzeug für WPRS-500-Bahngleis-Ausrichtungsmechanismen eingesetzt. Die übrigen wurden verschrottet. In Leningrad wurde ein Teil der LM- und LP-49 in der lokalen Aschehalde (sogenannter „Straßenbahnfriedhof“) vergraben. Später wurde ein Arbeitswagen für Museumszwecke zurück in den ursprünglichen Zustand versetzt.

#### Gorki
Die schnelle Erweiterung der Stadt Mitte der 1950er-Jahre forderte die entsprechende Entwicklung des Nahverkehrs. Die größten Schwierigkeiten traten im Awtosawodski Rajon (Stadtbezirk) auf, wo die Fahrgastströme so groß waren, dass sogar Tw+Bw+Bw-Züge aus vierachsigen Vorkriegswagen KM/KP die Verkehrsprobleme nicht lösen konnten. Die Stadtregierung und die Führung des Gorkowskoje Tramwajno-Trollejbusnoje Uprawlenije (Gorkier Straßenbahn- und Obusamt, der Stadtverkehrsbetrieb) fanden unter diesen Umständen zur Lösung des Problems die notwendigen Geldmittel und Rohstoffe für das WARS, um außerplanmäßig LM- und LP-49 für Gorki auch ohne Direktive des Minschilkomchos zu produzieren.
So wurden im Jahr 1958 die ersten 19 Züge geliefert und vom Depot Nr. 2 in Sormowo aus eingesetzt. Wie geplant fuhren sie auf den Linien 4, 8, 11, 12, 16 und 17, die den Awtosawodskij Rajon mit den anderen Stadtteilen verbanden. Die genauen Wagennummern sind unbekannt, die ersten Wagen erhielten aber die Nummern 650 und 453. Die weiter gelieferten LM-49 und LP-49 wurden damit beginnend in aufsteigender Reihenfolge nummeriert. Im Jahr 1965 ordnete Minschilkomchos die Abgabe von zwölf gebrauchten LM-49 aus Leningrad und sieben LM-/LP-49-Zügen aus Nowokusnezk nach Gorki an. Im selben Jahr ging das neue Depot Nr. 3 in Betrieb, es erhielt Teile des Bestandes des Depots Nr. 2. Der neue Betriebshof befand sich direkt im Awtosawodskij Rajon und die Umsetzung sollte vor allem die langen Zuführungsfahrten vom nördlich des Rajons liegenden Depot Nr. 2 zu den dortigen Linien reduzieren. Anfang 1967 beheimatete das Depot Nr. 2 noch 20 LM-/LP-49-Züge, während 43 LM-49 sowie 37 LP-49 zum Depot Nr. 3 gehörten. Später wurden alle Wagen dieser Typen in das Depot Nr. 3 uzmbeheimatet.
Bei der Neunummerierung im Jahr 1970 erhielten alle damals vorhandenen LM-49 Wagennummern von 3701 bis 3761 und die LP-49 von 3801 bis 3846. Insgesamt zählte der Fuhrpark in Gorki nach der Übernahme der Fahrzeuge aus Nowokusnezk 67 Trieb- und 46 Beiwagen.
In Gorki wurden die LM- und LP-49 im Vergleich mit Leningrad noch früher, 1975 bis 1980, verschrottet; Juri Markowitsch Kossoi, Chef des Gorkier Straßenbahn- und Obus-Verkehrsbetriebs zu dieser Zeit erinnerte sich, dass dies getan wurde, um die Lieferung der neuen tschechischen Tatra T3SU zu ermöglichen. LM- und LP-49 wurden in der Stadt nicht als Arbeitswagen genutzt. Ein Zug blieb für Museumszwecke erhalten.

#### Andere Städte
Weitere Lieferungen von LM-/LP-49 gingen an die im Ural liegenden Städte Magnitogorsk und Nowokusnezk, beides Zentren der sowjetischen Hüttenindustrie. Ähnlich wie in Gorki, forderten die sehr großen Fahrgastströme der Stahlarbeiter entsprechende Verkehrsmittel. Nach der Abgabe nach Gorki im Jahr 1965 fuhren in Nowokusnezk nie wieder LM-/LP-49, in Magnitogorsk hingegen verkehrten sie am längsten von allen Städten, hier wurden die letzten Züge erst 1987 abgestellt. Es gab keine Hilfs- oder Museumsfahrzeuge dieses Typs in Magnitogorsk, aber zwei Wagenkästen wurden mit verschweißten Fenstern als Schuppen verwendet. Gegenwärtig gibt es so gut wie keine detaillierten Information über die LM-/LP-49 in diesen Städten, so sind weder die Wagennummern noch die Zuordnung zu Betriebshöfen und Linien sowie ihre genaue Anzahl bekannt.
Daneben ist und war es in sowjetischen und russischen Straßenbahnbetrieben üblich, für mehrere Fahrzeuge eine identische Wagennummer zu vergeben (Ersatzfahrzeuge für früh verschlissene, verbrannte oder beschädigte Wagen erhielten die gleiche Nummer). Dies erschwert die genaue Feststellung des Fuhrparks in sowjetischen Städten.
Der einzige LM-49 in Minsk fuhr, bis er verbraucht war, und wurde nach der Ausmusterung als Denkmal aufgestellt.

## Technische Beschreibung

### Wagenkasten

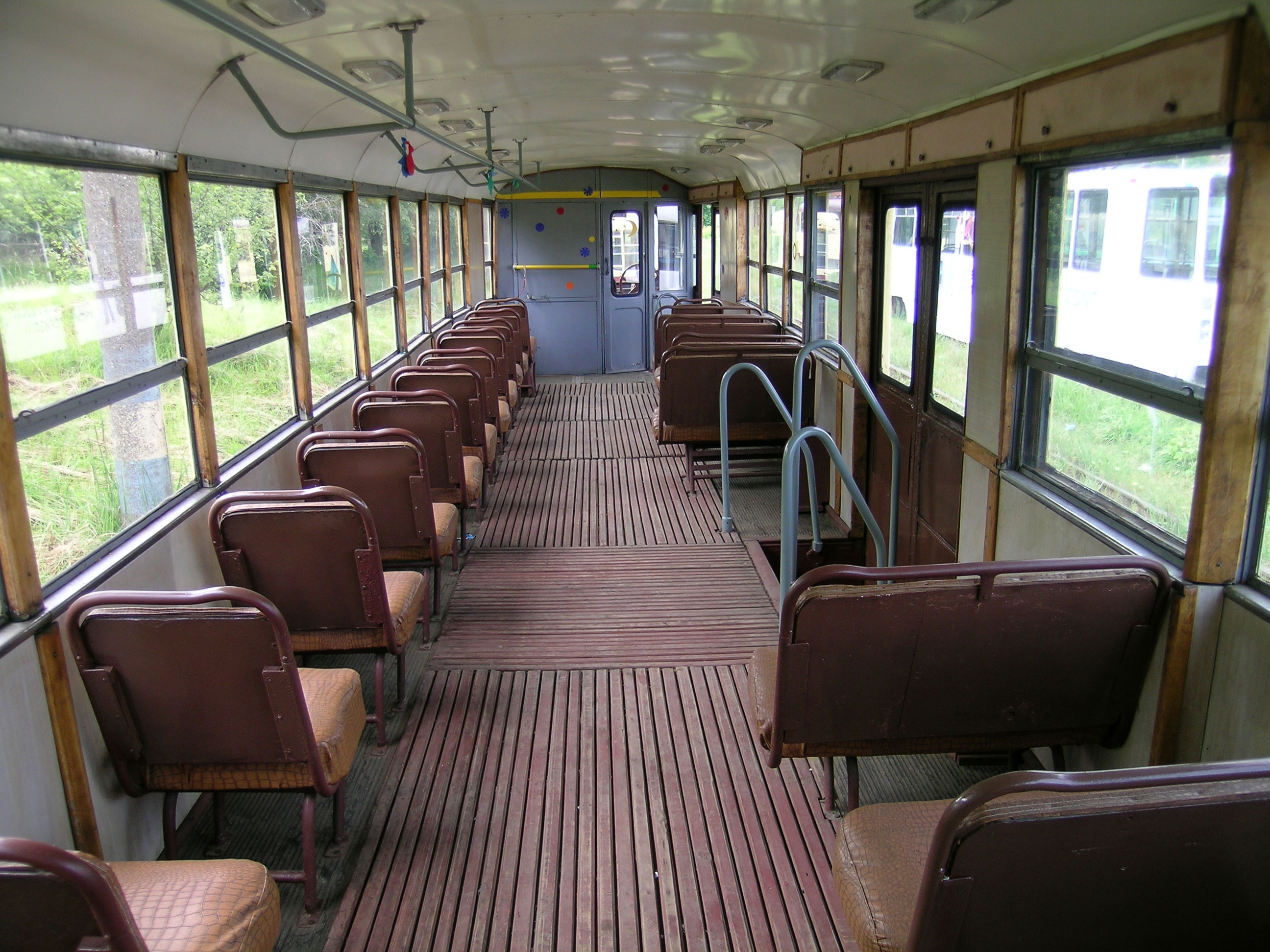
Ansicht auf den vorderen Teil des Fahrgastraums eines LM-49

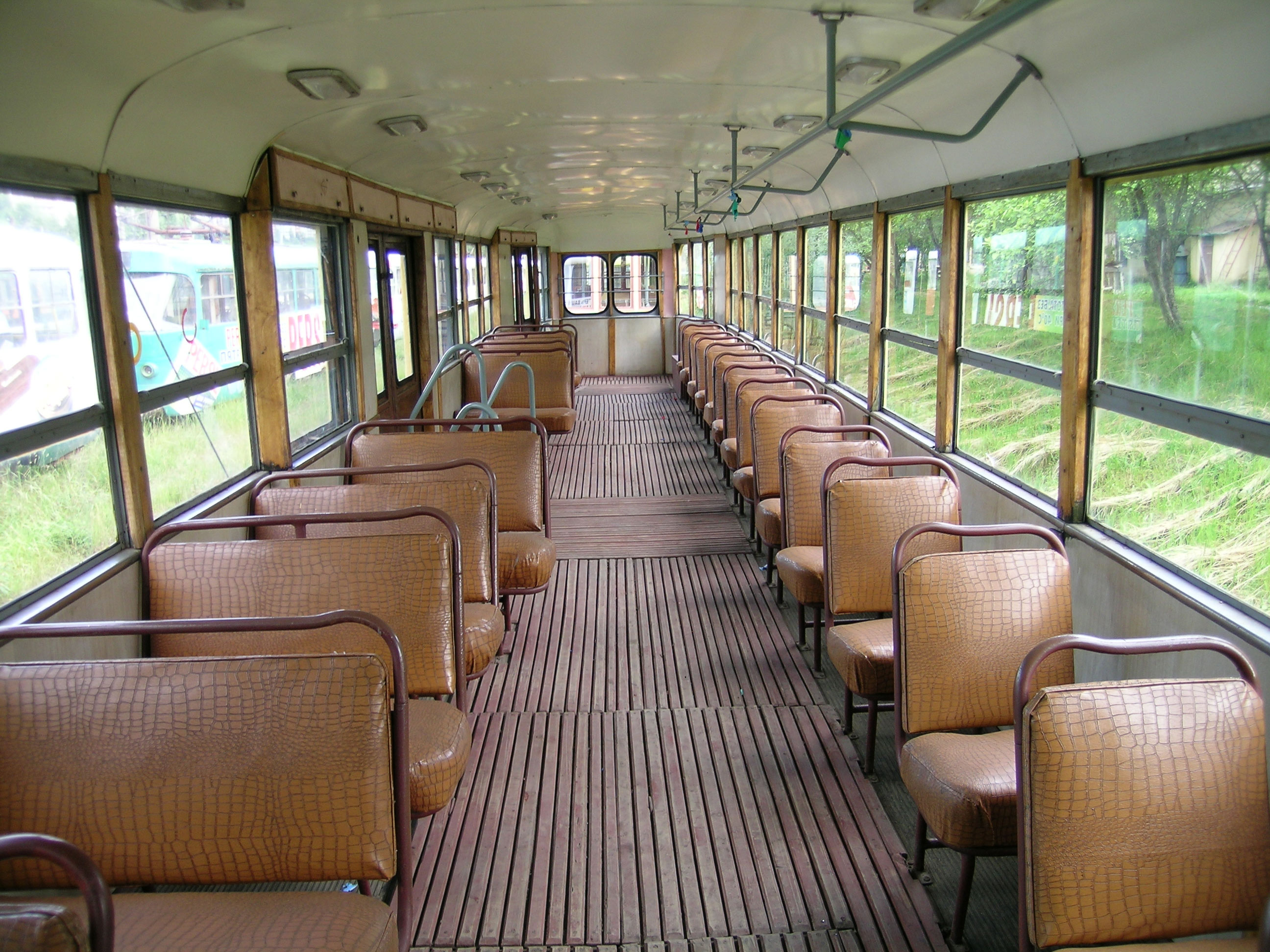
Blick auf den Fahrgastraum in Richtung Heck

Der Wagenkasten des LM-49 war ein komplett geschweißtes Gerüst aus leichten Profilstählen verschiedener Dicken und Querschnitte. Dieses Gerüst wurde mit 2 mm starken Stahlblechen verkleidet. Insgesamt kamen beim Wagenkasten verschiedene Fertigungsmetrhodenen zur Anwendung: die Außenhautbleche wurden mit dem Kastengerippe vernietet und das Dach wurde aus Spundbrettern zusammengesetzt. Diese Bretter wurden ihrerseits mit Zeltbahn verkleidet, um die Wahrscheinlichkeit von Elektrotraumen für die Arbeiter bei Wartungsarbeiten auf dem Dach zu verringern.
Von innen erhielt der Wagenkasten eine Verkleidung aus lackiertem Eichenfurnierholz, einige Metallteile wie Griffstangen, Griffe und Fensterrahmen wurden aus ästhetischen Gründen und gegen Korrosion verchromt. Der Bretterboden wurde auf dem Bodenrahmen des Gerüstes gedielt und besaß eine schnell auswechselbare Leistendeckung. Unter dieser Deckung befanden sich einige Luken und Wartungsöffnungen zum Zugang an die Drehgestelle und andere innere Teile und Geräte des Fahrzeuges.
Ursprünglich waren die Sitze als reine Leistenkonstruktion ungepolstert, doch oft wurden sie bei der Generalüberholung durch gepolsterte, Sofa-artige Sitze wie im Museumswagen 687 in Nischni Nowgorod ersetzt. Von außen wurden die Wagenkästen im WARS in Creme- und Rottönen lackiert, der LM-49 im Nischni Nowgoroder Museum trägt eine der möglichen Varianten eines solchen Anstriches, obwohl die Wagen in Gorki ansonsten die für viele sowjetische Straßenbahnverkehrsbetriebe traditionellen Farben Rot und Gelb trugen. Die sorgfältige Bearbeitung gegen Korrosion und das hochwertige Material der Profilstähle und der Verkleidung gewährleisteten eine besonders gute Haltbarkeit, Zuverlässigkeit und lange Nutzungsdauer des Wagenkastens im Ganzen.
Der Wagenkästen der Beiwagen waren mit denen der Triebwagen annähernd identisch. Ihnen fehlte der Führerstand, daneben besaßen sie einige Bodenluken weniger und eine etwas andere obere Frontpartie, da der Liniennummernkasten sowie die Farbsoffittenlampen am Beiwagen entbehrlich waren. Wagen wurden mit einer einfachen, in der UdSSR standardisierten, mechanischen Kupplung verbunden, die sonstigen Verbindungen liefen von dieser getrennt.
Ein LM-49 bot 34 Sitz- und 165 Stehplätze bei acht Personen pro Quadratmeter (maximale Anzahl gemäß dem sowjetischen Richtsatz). Infolge des Fehlens des Führerstandes hatte ein Beiwagen mit 35 Sitz- und 170 Stehplätzen eine etwas größere Fahrgastkapazität. Der größte Nachteil des Fahrgastraums war, dass lediglich eine einzige Griffstange für stehende Passagiere auf der linken Seite des Innenraums vorhanden war. Sowohl Trieb- als auch Beiwagen besaßen neben der Mitteltür einen festen Schaffnerplatz.

### Drehgestelle

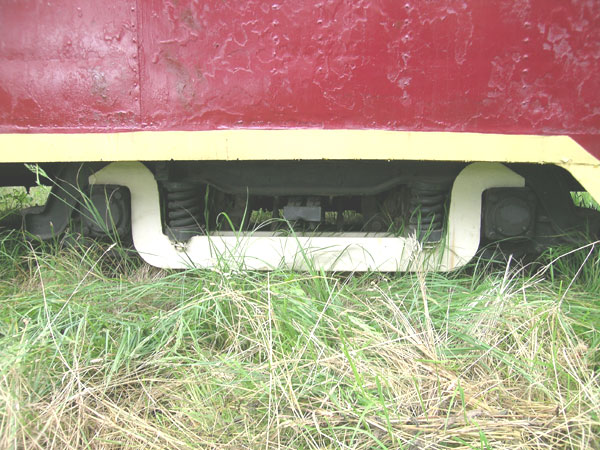
Gesamtansicht des LM-49-Drehgestells

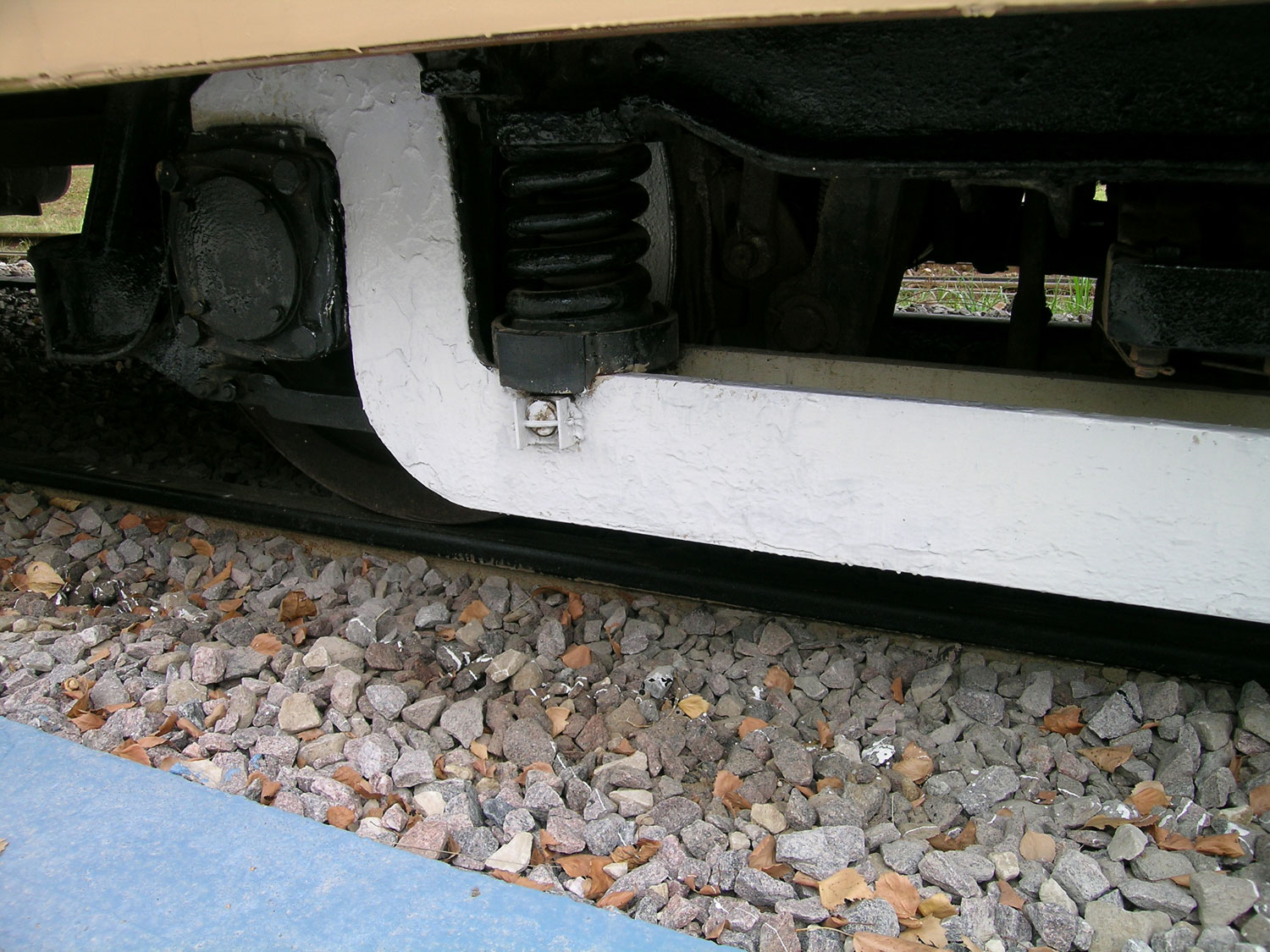
Details des Drehgestelles

Ein LM-49 lief auf zwei identischen, doppelgefederten Schwanenhalsdrehgestellen ausgestattet. Ihr Entwurf war eine geringfügig verbesserte Version des Drehgestells des LM-33-Triebwagens und besaß viele Teile, die mit diesem austauschbar waren.
Vom technischen Standpunkt her bestand das Drehgestell aus:
- der Wiege mit Drehzapfen, der den Wagenkasten mit dem Drehgestell verband
- dem massiven Rahmen des Drehgestells mit zwei daran befestigten gekröpften »Schwanenhalsträgern«, die sich auf den Achslagergehäusen abstützen
- den Teilen der Primär- und Sekundärfederung
- den Bremsen und den beiden Antriebsmotoren[R 11]

Die beiden Radsätze wurden in Ausschnitten des Drehgestellrahmens geführt, der Drehgestellrahmen stützte sich über Schraubenfedern auf den Schwanenhalsträgern ab.
Zwischen den beiden Mittelträgern des Drehgestellrahmens war der untere Teil des quer liegenden Wiegenträgers angebracht, auf dem sich der Wagenkasten pendelnd gelagert mittels elliptischen Blattfedern abstützte. Diese Konstruktion bildete die Sekundärfederung und federte Quer- und senkrechte Kräfte ab. Der Drehzapfen war die Verbindung zwischen dem Wagenkasten und der Oberwiege des Wiegenträgers am Drehgestell und ermöglichte die Drehbewegung zwischen diesen beiden.
Die Achswellen der Triebwagen hatten eine geschliffene Aufnahme für das Großrad des Vorgeleges. Im Fall der DTI-60-Tatzlagermotoren war dieses Vorgelege das einzige Teil der Kraftübertragung vom Motor zum Radsatz, die Achsen des Radsatzes und des Motorläufers waren strikt parallel und steif miteinander verbunden. Diese Motoren waren hier an den äußeren und inneren Mittelträgern des Drehgestells an Schraubenfedern befestigt, um so die Relativbewegungen der Radsätze zum Drehgestellrahmen mitgehen zu können. Bei Drehgestellen mit DK-255-Motoren gehörten die Motoren zur gefederten Masse und waren fest mit dem Drehgestellrahmen verbunden, also von den Radsätzen unabhängig gefedert. Für die Kraftübertragung kam eine Kardanwelle zwischen Vorgelege und Motorläufer hinzu. Diese Verbindung ließ geringe gegenseitigen Bewegungen zwischen Motorwelle und Radsatz zu.
Die Drehgestelle der Beiwagen unterschieden sich von denen der Triebwagen lediglich durch das Fehlen der Motoren und sonstiger Antriebsteile.
Die Drehgestelle waren mit zweiseitig wirkenden Klotzbremsen für jede Achse ausgestattet. Zusätzlich zur elektrodynamischen Bremse war die Druckluftbremse Betriebsbremse, außerdem war eine auf das gleiche Bremsgestänge wirkende Handbremse vorhanden. Die Handbremse wurde auch als Feststellbremse verwendet.
Diese Drehgestellkonstruktion war im Ganzen recht erfolgreich und wurde als zuverlässig geschätzt.

### Elektrische Ausrüstung

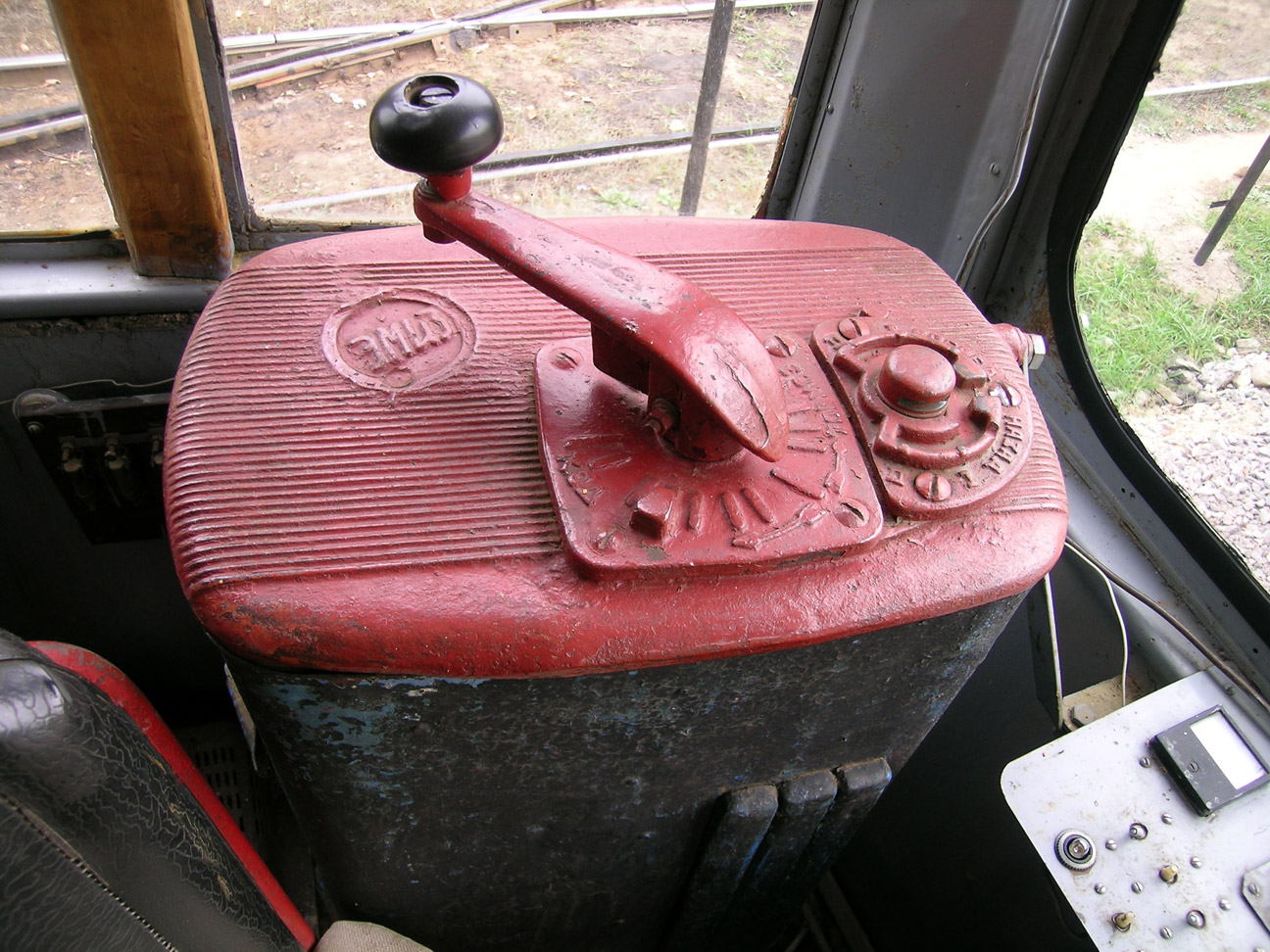
Zur Innenausstattung der Führerkabine des LM-49 gehört der Fahrschalter mit der „Kaffeemühlen“-Kurbel

Die Energieversorgung erfolgt über einen Scherenstromabnehmer von der einpoligen Oberleitung. Die Fahrdrahtspannung lag bei 600 Volt Gleichspannung. In Gorki wurden die Scherenstromabnehmer durch Lyrabügel ersetzt. Die Schienen dienen als Rückleiter im Fahrstromkreis zum Bahnunterwerk.
Die elektrische Ausrüstung lässt sich in Haupt- und Hilfsstromkreise gliedern.
Die Triebdoppelschlussmotoren, Anfahr- und Bremswiderstände, sowie der Fahrschalter mit Direktsteuerung waren die Teile des Hauptstromkreises.
Durch den Fahrschalter regulierte der Wagenführer gestuft die Stromstärke in den Läufer- und Feldwicklungen der Motoren und steuerte folglich die Beschleunigung bei Anfahren des Wagens und seine Fahrgeschwindigkeit. Beim Bremsen wirkten die Motoren und Widerstände durch eine spezielle Schaltung als fahrleitungsunabhängige elektrodynamische Bremse. Das Fahrzeug konnte damit im Notfall auch bei fehlender Fahrleitungsspannung elektrodynamisch bis auf 5–10 km/h abbremsen, der vollständige Stillstand wurde über die Hand- oder Druckluftbremse erreicht.
Die Verbraucher im Hilfsstromkreise waren:
- Außen- und Innenbeleuchtung; einige Fahrzeuge wurden auch mit einem zusätzlichen Scheinwerfer auf dem Dach für den Verkehr auf Außenlinien ausgestattet
- der Kompressorantrieb
- die Heizung des Fahrgastraums und der Kabine des Wagenführers
- die Klingel und bei einigen Wagen eine Einrichtung für ein einfaches Tonsignal vom Schaffner zum Fahrer[R 17]

Alle diese Stromkreise erhielten die Energie direkt aus der Fahrleitung; mehrere typengleiche Kleinspannungsverbraucher, wie die Glühlampen, wurden in Reihe geschaltet. Einzelne andere Geräte, wie die elektrische Klingel, wurden über Vorwiderstände versorgt. Ursprünglich hatten die LM-49 keine Fahrtrichtungsanzeiger, Bremsleuchten und Funksprechanlagen, sie wurden später installiert und ebenfalls über Vorwiderstände gespeist.
Die Beiwagen besaßen keinen Hauptstromkreis und nur einen Teil der Hilfsbetriebe. Die elektrische Energie wurde durch ein flexibles Kabel vom Triebwagen her eingespeist. An den Arbeitsplätzen der Schaffner konnte die Klingel betätigt werden. Die sonstige Elektrik wurde von der Kabine des Wagenführers aus gesteuert.

### Pneumatische Ausrüstung

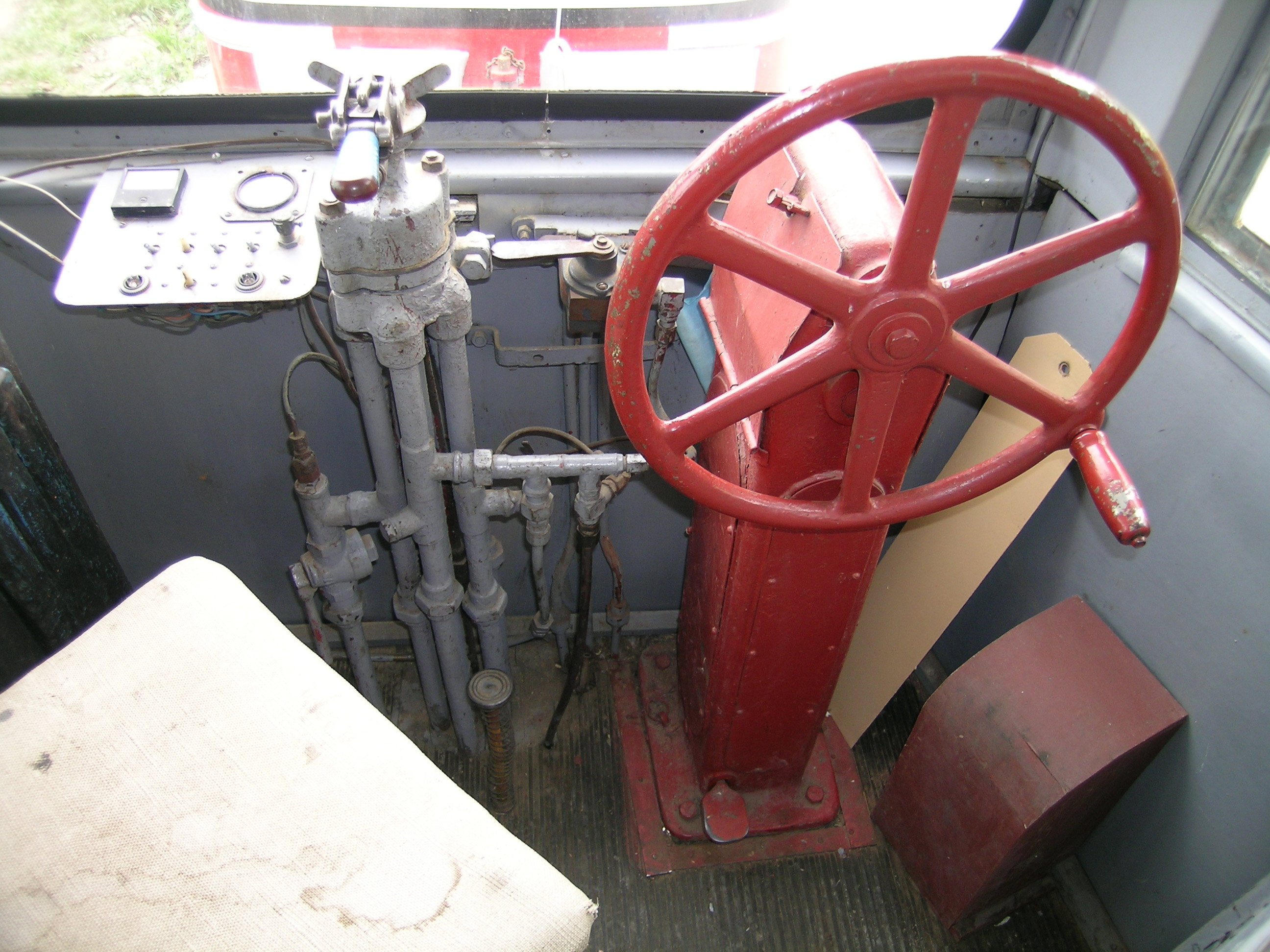
Die Bedienelemente der pneumatischen Ausrüstung des Wagens und die Säule der Handbremse in der Wagenführerkabine

Die LM- und LP-49 besaßen zahlreiche pneumatische Systeme. Zu dieser Ausrüstung gehörten ein Kompressor, angetrieben von einem Elektromotor, ein Luftfilter, ein Luftbehälter, eine Hauptluftleitung mit elektropneumatischem Druckregulator, sowie ein mechanisches Sicherheitsventil für das Notabblasen im Fall des Versagen des Druckregulators. Hinzu kamen weitere Ventile, flexible Verbindungsgummischläuche und viele Druckluftabnehmer. Letztere waren:
- die Türantriebe zum Öffnen und Schließen
- die Druckluftbremse
- der Antrieb der Sandstreueinrichtung
- die Stromabnehmerhebeeinrichtung mit Hilfspumpe im Fall des Druckmangels im System
- das Gerät für das Heben und Senken des Fangkorbes
- der Scheibenwischer
- die Klingel, die ebenfalls elektrisch oder per Hand funktionierte[R 19]

Die Beiwagen waren nicht mit einem Kompressor und Sicherheitsventil gegen Drucküberschreitung ausgestattet, die Druckluftversorgung erfolgte vom Triebwagen aus durch einen flexiblen Schlauch. Bei Störungen, bei denen es zur Unterbrechung dieser Verbindung kam, sank der Druck in der Hauptleitung und die Bremsen setzten automatisch ein.
Der Triebfahrzeugführer konnte alle Druckluftsysteme des Fahrzeuges aus seiner Kabine steuern, zusätzlich konnten die Schaffner in Trieb- und Beiwagen die Ventile zur Türsteuerung und der Notbremse unabhängig vom Triebfahrzeugführer bedienen.

## Versionen
Die Triebwagen wurden in drei Varianten, die jeweils keine offiziellen Bezeichnungen hatten, produziert:
- LM-49 mit vier DTI-60-Tatzlagermotoren, gesteuert durch DK-7B-Fahrschalter mit 8 Fahr- und 6 Bremsstufen
- LM-49 mit zwei DTI-60-Tatzlagermotoren (am ersten und vierten Radsatz), gesteuert durch MT-1A-Fahrschalter mit 8 Fahr- und 6 Bremsstufen. Diese Ausführung wurde ausschließlich für den Verkehr als Solotriebwagen ohne Beiwagen vorhergesehen. Im Betrieb wurden fast alle zweimotorigen Triebwagen mit der Lieferung der neuen Beiwagen allmählich zur viermotorigen Konfiguration aufgerüstet
- LM-49, angetrieben durch vier schnelllaufende und vollabgefederte Motoren der Bauarten DK-255A oder DK-255B, die durch MT-22-Fahrschalter mit 12 Fahr- und 5 Bremsstufen gesteuert wurden. Das Drehmoment dieser Motoren wurde durch eine Kardanwelle und ein Vorgelege zum Radsatz übertragen. Die Serienproduktion dieser Variante begann im Jahr 1950.[R 22][A 1]

Während der Serienproduktion unterlag die Konstruktion der Beiwagen keinen bedeutenden Änderungen, aber sowohl diese als auch die Triebwagen wurden generell nur wenig modernisiert und verbessert. Zum Beispiel wurden ab 1953 neue Rollenachslager eingeführt, ab 1958 wurden die Fenster mit denen der neuen LM-57-Solotriebwagen vereinheitlicht. Während des Betriebs in Leningrad wurden einzelne LM-/LP-49-Züge modernisiert. Versuchsweise erhielt ein Zug gummigefederte Räder, zwei andere Triebwagen wurden mit einer automatischen, indirekten Steuerung sowie großen Seitenfenstern und Glasdach ausgestattet.

## Entwurfsanalyse

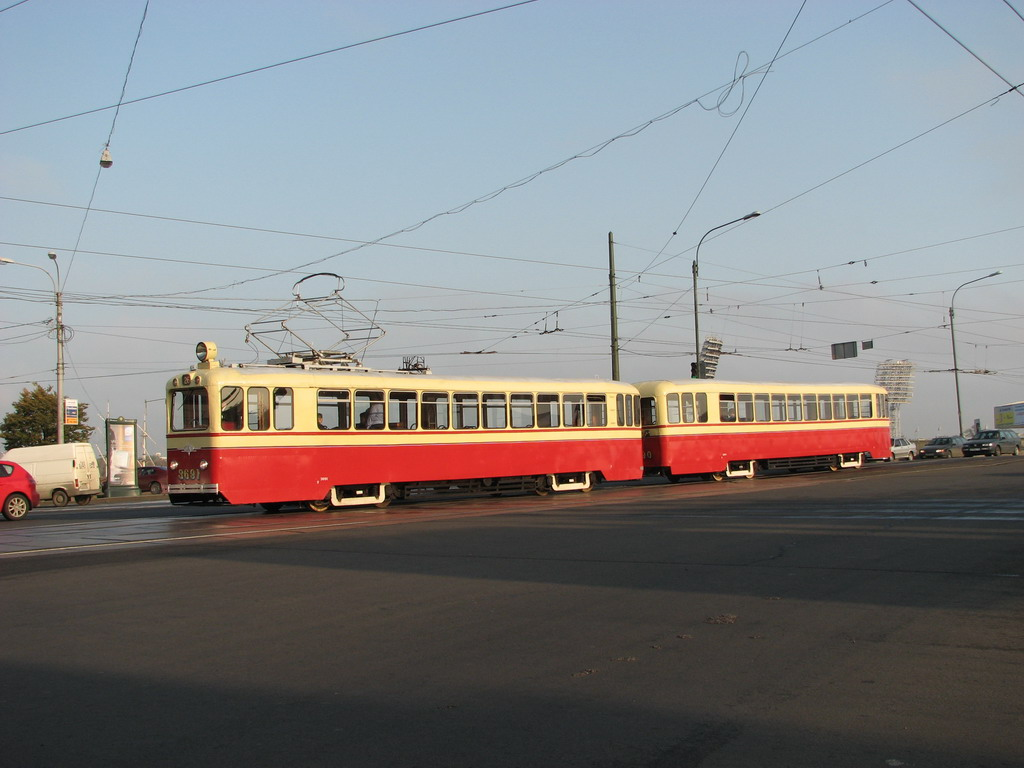
Der Sankt Petersburger LM/LP-49-Museumszug auf der Tutschkow-Brücke

Die Wagen waren vom technischen Standpunkt her gesehen ein Fortschritt im sowjetischen Straßenbahnfahrzeugbau. Das Konzept des selbsttragenden Wagenkastens und die Schiebetüren wurden erstmals bei einem Straßenbahnfahrzeug der UdSSR realisiert. Auch gehörten sie zu den ersten Wagen, die mit vollgefederten, schnelllaufenden Motoren ausgestattet wurden. Diese Variante der Federung verringerte die ungefederte Massen des Fahrzeuges und dadurch die schädigende Einwirkung auf das Gleis.
Andererseits fanden alle Innovationen lediglich auf dem Gebiet der mechanischen Komponenten und Teile des Fahrzeuges statt, das Niveau der inneren Ausstattung und Ausrüstung blieb auf dem Stand der 1930er-Jahre. Die LM-49 wurden mit vielen Druckluftgeräten und einem handbetätigten Fahrschalter ausgestattet. Die Widerstandssteuerung wies einen niedrigen Wirkungsgrad mit vergleichsweise hohen Verlusten auf. Auch forderte sie von dem Wagenführer sichere und trainierte Fertigkeiten für dessen Benutzung. Zu dieser Zeit besaßen ausländische Straßenbahnfahrzeuge schon indirekte Steuerungen, bei der alle Umschaltungen in den Motorstromkreisen durch Schütze oder Kleinspannungsverstellmotoren realisiert wurden. Dieses Steuerungssystem vereinfachte die Arbeit des Wagenführers, er wurde frei von der schweren Kurbel des Fahrschalters. Daneben verbraucht ein Triebwagen mit indirekter Steuerung wegen des vom Geschick des Triebwagenführers unabhängigem Anfahrverhaltens weniger elektrische Energie beim Beschleunigen im Vergleich zu solchen mit Direktsteuerung. Zu dieser Zeit fand auch ein fließender Übergang von Druckluftgeräten zu rein elektrischen oder elektromechanischen Mechanismen im Bereich der Bremsen oder Öffnungsantriebe der Türen statt. Ein gutes Beispiel solcher fortschrittlicher Straßenbahnfahrzeuge ist der amerikanische PCC-Wagen. Einige ähnliche Ideen wurden in den Entwürfen der in Kleinserie produzierten M-38-Triebwagen und des LM-/LP-36-Versuchszuges realisiert, aber selbst nach dem großen, durch den Krieg hervorgerufenen technischen Fortschritt waren die sowjetischen Großserien-Straßenbahnfahrzeuge und die Verkehrsbetriebe für diese Verbesserungen noch nicht bereit (die M-38 wurden während des Krieges wegen der sehr komplizierten Wartung außer Betrieb genommen, der ursprünglich indirektgesteuerte LM-/LP-36 wurde sogar noch vor dem Krieg mit einer Direktsteuerung ausgestattet). So war der Konservatismus der Entwickler hier vollkommen angemessen.
Zu dieser Zeit wurde wenig Aufmerksamkeit auf die Bequemlichkeit der Fahrgäste gelegt, die Hauptanforderung war eine hohe Transportkapazität. Immerhin spielte Letztere indirekt wiederum eine bedeutende Rolle beim Fahrkomfort – infolge der großen Abmessungen der Wagen waren sie die geräumigsten Straßenbahnfahrzeuge, im Vergleich mit den Vorkriegswagen (besonders den zweiachsigen) oder mit dem gleich alten vierachsigen MTW-82-Solotriebwagen war Gedränge daher seltener. Die Verwendung von gummigefederten Rädern, indirekter Steuerung und leiser Drehgestelle wurde folglich nicht angegangen, die Konstrukteure kamen auf diese Probleme im Entwicklungsprozess der Nachfolgebauart LM-57 zurück.
Im deutschen Straßenbahnfahrzeugbau wurden sehr ähnliche technische Lösungen wie beim LM-49 bei der Konstruktion des Straßenbahnwagens „Langer Essener“ bereits in den frühen 1930er-Jahren verwirklicht. Dieses für seine Zeit sehr innovative Fahrzeug wurde im Jahr 1933 bei der Waggon-Fabrik AG, Uerdingen entwickelt und bis 1938 für Essen hergestellt. Der Wunsch, die maximale Beförderungskapazität bei einem Fahrzeug mit Bo’Bo’-Achsformel zu erhalten, führte zu identischen Eigenschaften: beide Fahrzeuge waren für ihre Einsatzgebiete Großraumwagen, besaßen einen leichten selbsttragenden Ganzmetall-Wagenkasten und typengleiche Schiebetüren. Doch den wesentlich jüngeren LM-49 fehlten andere fortschrittliche Lösungen des „Langen Esseners“ wie die selbsttätige, indirekt wirkende Steuerung mit der Möglichkeit der Mehrfachtraktion. Dem sowjetischen Straßenbahnfahrzeugbau gelang mit den LM-49 ein großer Schritt hin zu den damaligen modernen Standards, er konnte sie aber noch nicht in Gänze erreichen.
Nach Meinung einiger ehemaliger Arbeiter der Straßenbahn Nischni Nowgorod waren die LM-49 die zuverlässigsten Fahrzeuge aller von ihnen gefahrenen Typen. Im Vergleich mit den ähnlichen MTW-82 hatten sie einen bequemeren Führerstand, aber wie bei allen Wagen mit Direktsteuerung forderte der handbetätigte Fahrschalter, genannt Kaffeemühle, vom Wagenführer Kraft und Ausdauer. Das problematischste Gerät der LM-49 war der Druckluftkompressor, auch „fror“ die Druckluftanlage in rauen Wintern manchmal ein, was zu Problemen mit den Bremsen und Türantrieben führte. Insgesamt bewerteten Passagiere, Wagenführer und Mechaniker das Fahrzeug positiv, besonders im Vergleich zu den in den 1950er-Jahren immer noch zahlreichen Wagen aus der Vorkriegszeit.

## Erhaltene Fahrzeuge

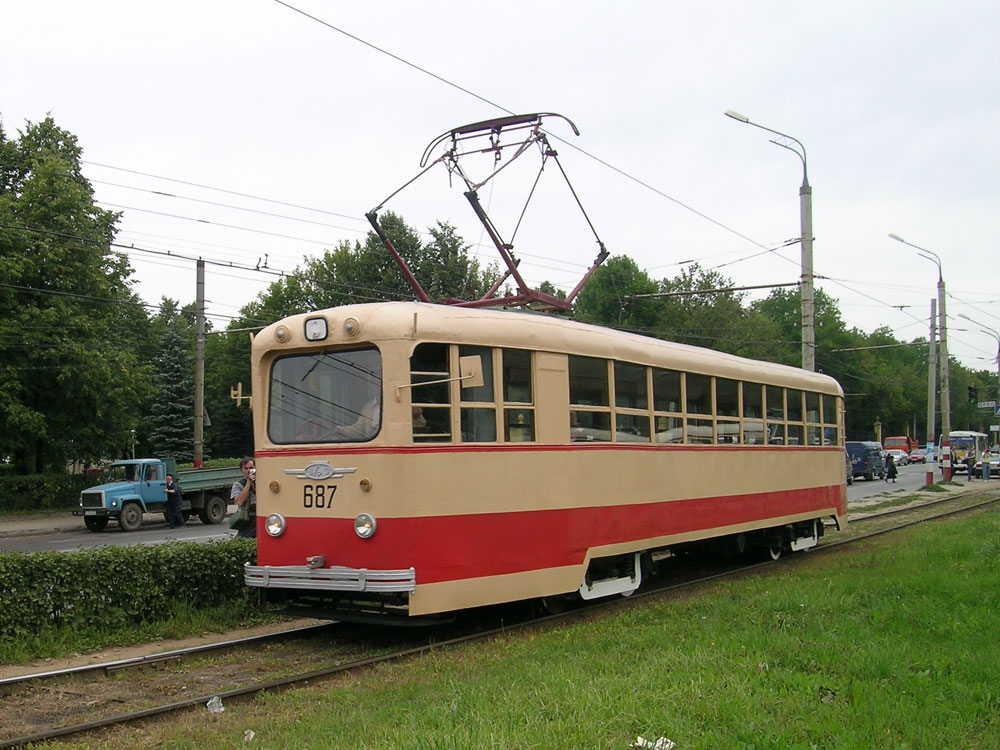
Der Nischni Nowgoroder LM-49-Museumswagen auf dem Gagarinprospekt bei einer Touristenfahrt für Straßenbahnfreunde

Drei Trieb- und ein Beiwagen sind bis heute in Sankt Petersburg, Nischni Nowgorod und Minsk ohne größere Änderungen an der Substanz erhalten geblieben. Der LM-/LP-49-Zug mit den Wagennummern 3691 und 3990 ist ein Exponat des Sankt Petersburger Straßenbahnmuseums und wurde im November 1997 wieder fahrtüchtig aufgearbeitet. Ein anderer Zweiwagenzug blieb in Nischni Nowgorod erhalten, zur Hundertjahrfeier des Straßenbahn-Verkehrsbetriebes der Stadt im Jahr 1996 wurde aber nur der Triebwagen 687 wieder fahrtüchtig gemacht, der Beiwagen wurde unverändert belassen und 1997 verschrottet. Zur Eröffnung des Elektrikverkehrsmuseums in Nischni Nowgorod wurde der Triebwagen 687 instand gesetzt. Er ist heute (2008) einer von zwei uneingeschränkt fahrtüchtigen Straßenbahnfahrzeugen seines Typs. Der Minsker Triebwagen 235 ist ein nicht fahrtüchtiges Denkmal in einem Straßenbahn-Betriebswerk der Stadt.
Die Museumsfahrzeuge in Sankt Petersburg und Nischni Nowgorod können für Rundfahrten, Hochzeiten, Abschlussbälle oder Betriebsfeiern gemietet werden. Der Nischni Nowgoroder LM-49 war in den Jahren 1996, 2004 und 2005 an den Paraden historischer Straßenbahnfahrzeuge beteiligt, bei der Stadtfeier fuhr er als normaler Linienwagen.

## Weiterführende Informationen